# André du Ryer

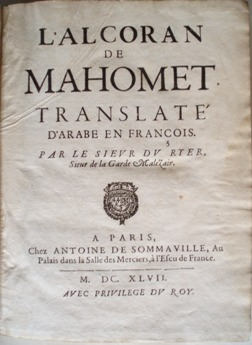
LAlcoran de Mahomet, André du Ryer, 1647.

André du Ryer (Marcigny, ~1580-1660) era un orientalista francès. Du Ryer treballà com cònsol del seu país a Constantinoble i Alexandria i com a intèrpret real de llengües orientals al seu retorn a França el 1630. Publicà aquest mateix any una gramàtica turca en llatí i traduí més tard al francès llibres com L'Alcorà el 1647 o Gulistan o l'Imperi de les Roses, de Saadi el 1634, o el Qumran. També un diccionari de turc-llatí.